# Stapelbed

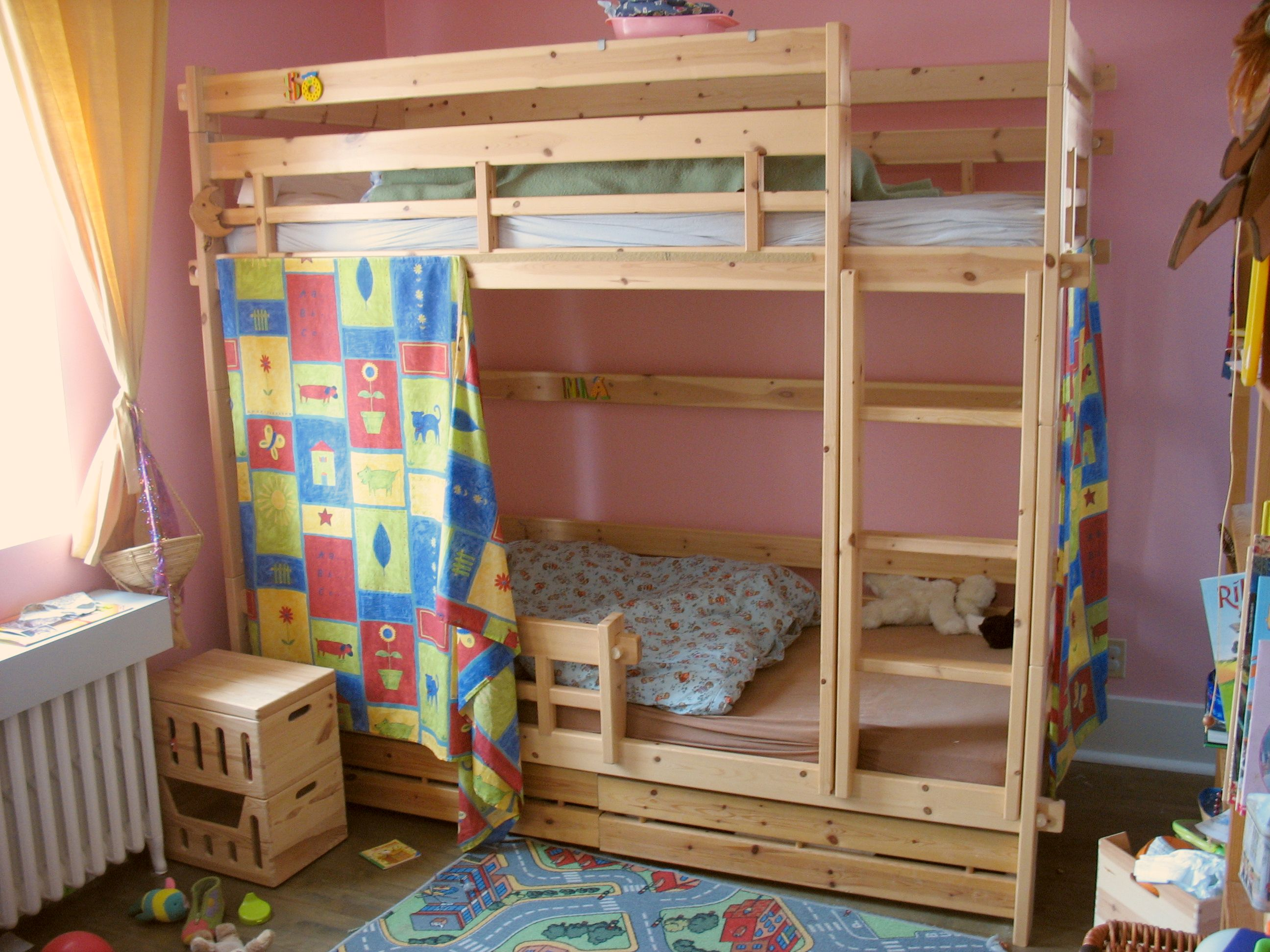
Een stapelbed.

Een stapelbed is een meubelstuk waarbij een bed boven op een ander bed is geplaatst. Met een stapelbed kunnen twee of meer personen in dezelfde kamer slapen én daarbij ruimte besparen door zo weinig mogelijk van de beschikbare vloeroppervlakte gebruik te maken. Stapelbedden worden daarom gebruikt op plaatsen met een beperkt vloeroppervlak zoals op een schip of een garnizoen of op plaatsen waar de beschikbare ruimte zoveel mogelijk tot nuttig gebruik moet dienen zoals in studentenhuizen, zomerkamphutten, jeugdherbergen, kinderkamers en gevangeniscellen.
Stapelbedden worden gewoonlijk ondersteund door vier palen, op elke hoek van het bed een. Om het bovenste bed te bereiken, wordt een ladder gebruikt. Het bovenste bed is meestal omringd door een reling om te voorkomen dat de slaper eruit valt. Vanwege de noodzaak van een ladder en de hoogte van het bed is het bovenste bed van een stapelbed niet aanbevolen voor kinderen jonger dan zes jaar.
Een hoogslaper is een verhoogd bed, vergelijkbaar met een stapelbed maar dan zonder het onderste bed, zodat het vloeroppervlak vrij ligt. Soms is onder het bed een meubel ingebouwd zoals een bureau of een bank.